# Fronttheater
Fronttheater ist ein in den Jahren 1941/1942 gedrehter deutscher Spielfilm von Arthur Maria Rabenalt. Er erzählt von Lena, gespielt von Heli Finkenzeller, einer erfolgreichen Schauspielerin, die aus Liebe zu ihrem Ehemann Paul, gespielt von René Deltgen, ihre Karriere aufgibt. In dem Film haben Heinz Rühmann und Hans Söhnker einen bisher wenig beachteten Kurzauftritt.
Es handelt sich heute um einen Vorbehaltsfilm der Friedrich-Wilhelm-Murnau-Stiftung. Er gehört damit zum Bestand der Stiftung, ist nicht für den Vertrieb freigegeben, und darf nur mit Zustimmung und unter Bedingungen der Stiftung gezeigt werden.

## Handlung
Die sehr erfolgreiche Schauspielerin Lena Andres heiratet Dr. Paul Meinhardt. Ihm zuliebe verzichtet sie auf ihre Schauspielkarriere. Als Paul eingezogen wird, lässt sie sich von dem Regisseur Langhammer, mit dem zusammen sie mehrere Filme drehte, überreden, für eine erkrankte Kollegin auf einer Fronttheater-Tournee einzuspringen. Paul erfährt davon und zieht sich enttäuscht zurück. Lena folgt ihrem inzwischen nach Griechenland versetzten Mann mit der Truppe des Fronttheaters dorthin, um ihre Ehe zu retten. Ein klärendes Gespräch zwischen den Eheleuten führt zu einer Versöhnung.

## Produktionsnotizen
Die Dreharbeiten für Fronttheater fanden in Griechenland und Bordeaux, Frankreich statt. Als Produktionsfirma fungierte die Terra-Filmkunst GmbH (Berlin), (Herstellungsgruppe Walter Ulbrich). Die Herstellungsleitung oblag Otto Lehmann. Die Bauten stammen von Willi A. Herrmann, Julius Daumann und Karl Böhm.
Im Film singt Wilhelm Strienz in der Rolle des Kammersängers Herrmann das Lied Glocken der Heimat.

## Cameo
In dem Film haben Heinz Rühmann und Hans Söhnker einen überraschenden Kurzauftritt. Ihre Mitwirkung wird weder im Vorspann, noch im Illustrierten Film-Kurier erwähnt.

## Rezeption
Der am 24. September 1942 in Berlin uraufgeführte Film wurde von Goebbels nicht geschätzt. In sein Tagebuch schrieb er: „Die Charaktere sind schlecht und der Konflikt an den Haaren herbeigezogen (…).“ Gleichwohl erhielt der Film die Prädikate „staatspolitisch wertvoll“ und „volkstümlich wertvoll“. Vom Publikum wurde Fronttheater gut angenommen und spielte sechs Millionen Reichsmark ein.
Nach dem Ende des Zweiten Weltkrieges wurden alle Kopien des Films vom Oberkommando der alliierten Siegermächte beschlagnahmt und die Aufführung unter Verbot gestellt. Heute beansprucht die Friedrich-Wilhelm-Murnau-Stiftung die Auswertungsrechte. Der Film wird als Vorbehaltsfilm eingestuft. Seine öffentliche Aufführung ist seitdem nur eingeschränkt möglich.